# Ajn Rend
Ajn Rend (engl. Ayn Rand, IPA: ; rus. Айн Рэнд, пуно име rus. Алиса Зиновьевна Розенбаум; Sankt Peterburg, 2. februar 1905 — Njujork, 6. mart 1982) bila je rusko-američki filozof, romansijer, dramaturg i scenarista. Poznata je po veoma uticajnim romanima kroz koje je razvila i obradila filozofiju objektivizma. Nakon završenih studija istorije na Državnom univerzitetu u Sankt Peterburgu, zbog nepovoljnih društveno-ekonomskih događaja u novonastalom Sovjetskom Savezu i građanskom ratu koji mu je prethodio, preselila se u Sjedinjene Države 1926. godine, gde je 1935. i 1936. radila kao filmski scenarista i pozorišni producent. Značajni književni uspeh stekla je romanom Veličanstveni izvor (engl. The Fountainhead) iz 1943, koji je posle mnogih odbijanja od strane izdavača usled zamerki na prevelikoj dozi individualnosti i intelektualnosti, godinu dana od štampanja postao najprodavanija knjiga u Americi i to zahvaljujući samo usmenom predanju. Ovaj uspeh doneo joj je međunarodnu slavu.
Svoje najpoznatije delo, roman Pobunjeni Atlas (engl. Atlas Shrugged) objavila je 1957. Posle toga potpuno se posvetila pisanju dokumentarne i filozofske literature sa namerom ka dubljem razrađivanju i objašnjavanju filozofije objektivizma. Do svoje smrti 1982. objavljivala je svoje magazine i nekoliko knjiga kolekcija eseja. Rend je zagovarala razum kao jedino sredstvo sticanja saznanja, odbacujući veru i religiju. Podržavala je racionalni i etički egoizam, a odbacivala altruizam. U politici, upotrebu sile je osuđvala kao nemoralnom, i suprotstavila se kolektivizmu i etatizmu, kao i anarhizmu. Bila je zagovornik lese fer kapitalizma, kao sistema zasnovanog na priznavanju individualnih prava čoveka. U umetnosti, Rend je promovisala romantični realizam.
Književna kritika je romane Ajn Rend primila sa pomešanim recenzijama, dok je njena filozofija uglavnom ignorisana ili odbacivana od strane akademije. Međutim, poslednjih decenija dolazi do značajnog povećanog interesovanja za filozofiju objektivizma. Objektivistički pokret, radi na širenju ideja kako u akademskim krugovima, tako i u široj javnosti. Rend je ostvarila veliki uticaj u libertarijanskom pokretu i među Američkim konzervativcima, ali i na brojne pojedince među kojima je i preduzetnik Džimi Vejls, saosnivač i predsednik Vikimedije, neprofitne korporacije koja rukovodi projektom Vikipedija.

## Život

### Detinjstvo i mladost
Rendova je rođena kao Alisa Zinovjevna Rozenbaum u preduzetničkoj porodici, koja je živela u Sankt Peterburgu. Bilja je najstarija od tri ćerke Zinovja Zaharoviča Rozenbauma i njegove žene Ane Borisovne. Zinovj Rozenbaum je bio uspešan farmaceut i preduzetnik, vlasnik zgrade u kojoj se nalazila njegova apoteka. Sa strašću prema slobodnoj umetnosti, Rendova je kasnije izjavila da joj je školovanje bilo neizazovno i krenula je sa pisanjem scenarija sa osam godina, a romana sa deset. U gimnaziji najbolja drugarica joj je bila Olga, sestra književnika Vladimira Nabokova. Njih dve su se veoma interesovale za politiku i bile su aktivne u debatama koje su se odvijale u čuvenoj kući Nabokova. Dok je Olga Nabokova branila konsitutivnu monarhiju, Rendova je zagovarala republikanske ideje. Imala je dvanaest godina za vreme Februarske revolucije iz 1917, tokom koje je podržavala Аleksandra Kerenskog.
Oktobarska revolucija i vladavina Boljševika i Vladimira Lenjina poremetili su život porodice Rend. Posao njenog oca je konfiskovan od strane države, a njena porodica raseljena. Oni su izbegli na Krimsko poluostrvo, koje je na početku bilo pod kontrolom Bele garde tokom Ruskog građanskog rata. Kasnije je pisala da se tokom srednje škole izjasnila kao ateistkinja i da je cenila razum više nego druge ljudske vrline. Posle završetka srednje škole na Krimu sa 16 godina, Ajn se vratila sa porodicom u Petrograd (kako je Sant Petersburg bio preimenovan u to doba), gde su se našli u očajnom stanju, povremeno skoro gladujući.
Posle Ruske Revolucije, univerziteti su postali dostupni i za žene, te je tako Rend bila u prvoj grupi žena koje su se upisale na Petrogradski Državni Univerzitet, gde je sa 16 godina otpočela studije na odeljenju socijalne pedagogije, diplomirajući istoriju. Na univerzitetu se upoznala sa delima Aristotela, čija će filozofija postati njen najveći uzor i Platona, u čijoj je filozofiji videla svoj najveći kontra-uzor. Treća figura čiju je filozofiju iscrpno studirala bio je Fridrih Niče. Pošto je čitala na francuskom, nemačkom i ruskom, Ajn Rend je uživala čitajući Dostojevskog, Viktora Huga, Edmona Rostana i Fridrika Šilera, koji su zauvek ostali njeni omiljeni pisci.
Malo pre nego što je diplomirala Rend je među mnogim drugim „buržoaskim“ studentima proterana sa Univeziteta. Posle žalbi grupe gostujućih stranih naučnika koji su predavali na Petrgovgradskom univerzitetu, mnogim proteranim studentima je bilo dozvoljeno da se vrate i završe svoje studije kako bi diplomirali, što je Rend i uradila u oktobru 1924. Ona je naknadno studirala godinu dana na Državnom fakultetu za umetnost u filmskoj industriji u Lenjingradu. Za jedan od svojih zadataka je napisala esej o poljskoj glumici Pola Negri, što je postalo njen prvi objavljeni rad.

### Dolazak u Sjedinjene Američke Države
U jesen 1925, Rend je dobila vizu da poseti svoje rođake u Americi. Napustila je Sovjetski savez 17. januara, 1926, a u Njujork je stigla 19. februara, 1926. Kada je ugledala panoramu Menhetna, koju je do tada toliko puta gledala samo na filmskom platnu, u njenim očima su se pomešale suze i snežne pahulje i tada je isplakala „Suze sjaja“, kako ih je kasnije nazvala. Nameravala je da ostane u SAD i postane scenarista, pa je nekoliko meseci živela kod svojih rođaka u Čikagu. Jedan od njenih rođaka je bio vlasnik bioskopa u kojem je ona mogla da gleda gomilu filmova bez naplate. Nakon toga se preselila u prestonicu filmske industrije, Holivud u Kaliforniji.
U početku je morala da preživljava i radila je sitne poslove kako bi isplatila osnovne životne troškove. Međutim, šansu da radi kao statista u filmu „Kralj kraljeva“ sa čuvenim rediteljem Sesilom B. Demilom iskoristila je da se zaposli i kao pomoćni scenarista. Takođe, na setu filma „Kralj kraljeva“ upoznala je i mladog perspektivnog glumca Frenk Oukonora (engl. Frank O'Connor), sa kojim se venčala 15. aprila, 1929. Zvanično je dobila prebivalište u SAD u julu 1929, a američki građanin je postala 3. marta, 1931. Kako je tokom tridesetih godina radila različite poslove kako bi mogla da finansira svoje pisanje, jedno vreme je radila i kao šef kostimografskog odeljenja u čuvenoj produkcijskoj kući „RKO Pictures“, jednom od 5 velikih studija iz Zlatnog doba Holivuda. Nekoliko puta je bezuspešno pokušavala da u SAD dovede i svoje roditelje i sestre, ali Sovjetske vlasti nisu želele da im izdaju potrebna dokumenta za emigraciju.

### Rana fikcija Ajn Rend
Prvi uspeh kao pisac doživela je 1932. kada je Universal Studio otkupio njen scenario za film „Crveni pijun“ (engl. Red Pawn), ali taj flim nikada nije produciran. Posle ovoga napisala je scenario za dramu „Noć 16. januara“ (engl. Night of January 16th) koja se igrala 1934. u Holivudu, a zatim 1935. na Brodveju, gde je postala jedan od hitova. Inspiracija za dramu joj je bilo ubistvo švedskog inžinjera i preduzetnika Ivara Kreugera, koji je zbog držanja monopola nad proizvodnjom šibica između dva svetska rata, bio poznat kao Kralj šibica. Na svakom izvođenju ove drame, čija se radnja odigravala u sudnici, za „porotu“ su birani članovi publike. Porota bi saslušala izajve „svedoka“ i na osnovu porotine „presude“ glumci bi odigrali jedan od dva moguća završetka. Cilj joj je bio da dramatizuje konflikt između individualizma i konformizma, gde porotina odluka jasno otkriva koju stranu porotnici preferiraju. 1941. studio Paramount Pictures snimio je flm koji je bio zasnovan na ovoj drami. Rend nije učestvovala u njegovoj produkciji i bila je veoma kritična prema snimljenom filmu. 1934. je napisala roman i scenario „Ideal“ za koji nije mogla da nađe producenta. Scenario za predstavu „Ideal“ prvi put je objavljen posthumno 1984. kao deo publikacije „Rana Ajn Rend“, a u formi romana je prvi put objavljen 2015. U romanu „Ideal“ priča prati popularnu glumicu Gondu, za koju je Rend dobila inspiraciju od Grete Garbo i jednog razgovra u kojem je jedna obožavateljka izjavila da bi dala svoj život samo da se upozna sa svojom omiljenom glumicom. U romanu se Gonda pojavljuje na vratima svojih obožavatelja i očajno ih moli za pomoć. Na taj način radnja romana testira integritet onih ljudi koji izjavljuju da žive po idealima i da su spremni da urade sve za drugu osobu, odnosno šta se dešava kada je potrebno da se pređe sa reči na dela.
Prvi objavljeni roman Ajn Rend je polu autobiografski roman „Mi živi“ (engl. We the living) iz 1936. Radnja se dešava u Sovjetskom Savezu i prati borbu između pojedinca i države. U predgovoru izdanja „Mi živi“  iz 1959. Rend će napisati da je taj roman nešto najbliže njenoj autobiografiji što će ikada napisati. Rekla je da roman nije autobiografija u bukvalnom, već samo u intelektualnom smislu. Radnja romana je izmišljena, ali pozadina nije. Početna prodaja nije dobro krenula i njen američki izdavač je zaustavio dalje štampanje, mada su evropska izdanja nastavila sa prodajom. Posle velikog uspeha njenih kasnijih romana, Rend je 1959. bila u mogućnosti da izda novo prerađeno izdanje, koje se od tada prodalo u preko tri miliona primeraka. Bez njenog znanja i odobrenja, u Italiji su 1942. po njenom romanu snimili dva filma, „Noi vivi“ i „Addio, Kira“. U Rimu su filmovi prolazili odlično na bioskopskim blagajnama, ali portret Inteligentne, seksualno nezavisne heroine filma koja se bori protiv stega države, bio je neprihvatljiv za fašističku vladu Italije. Ubrzo su ih proglasili antifašističkim, zabranili i povukli iz italijasnkih bioskopa. Stajali su zaboravljeni godinama, a onda ponovo otkriveni 1968. Filmovi su prerađeni i prečišćeni, spojeni u novu verziju, koju je Rend odobrila i koja je 1986. ponovo puštena pod nazivom „Mi živi“.
Roman „Himna“ (engl. Anthem) napisala je tokom pauze u pisanju njneog sledećeg velikog romana „Veličanstveni izvor“.  Objavljen je u Engleskoj 1938, jer Rend nije uspela da nađe izdavača u Americi, uz komentare da ona ne razume socijalizam. Radnja romana „Himna“ se odigrava u neodređenoj budućnosti, kada čovečanstvo živi novo mračno doba, doba gde su tehnološki napreci pažljivo kreirani i kada je koncept individualnosti izbrisan. U ovoj distopiji totalitarni kolektivizam je toliko napredovao da je čak i reč „Ja“ zaboravljena i zamenjena sa rečju „Mi“. Kao i sa romanom „Mi živi“, kasniji uspeh joj je omogućio da 1946. roman „Himna“ ponovo izda, ovog puta u SAD, i da ga proda u preko tri i po miliona kopija.

### Veličanstveni izvori politički aktivizam
Tokom 1940. Rend je postala politički aktivna. Zajedno sa svojim mužem radila je puno vreme na volonterskoj poziciji tokom predsedničke kampanje republikanskog kandidata Vendela Vilkia na izborima 1940. Na ovom poslu doživela je i svoja prva iskustva javnog nastupa, suočavajući se sa ponekad neprijateljskim pitanjima njujorških glasača kojima je prezentovala Vilkijev politički program, iskustvu u kojem je kako je kasnije govorila uživala. Ove aktivnosti su je dovele u kontakt sa ostalim intelektualcima koji su podržavali kapitalizam slobodnog tržišta. Postala je prijatelj sa novinarem Henrijem Hazlitom i njegovom ženom, a Hazlit ju je upoznao sa ekonomistom Austrijske škole Ludvigom fon Mizesom. Uprkos filozofskim neslaganjima koje je imala sa njima, Rend je tokom cele karijere snanžno podržavala njihov rad i nailazila na istovetnu dozu divljenja sa njihove strane. Jednom prilikom je Mizes Ajn Rend nazvao „najhrabrijim čovekom u Americi“, komplient koji je ona posebno cenila jer je rekao „čovek“ umesto „žena“. Rend je takođe uživala prijateljstvo sa libertarijanskom književnicom i novinarkom Izabel Paterson. Tokom njihovih druženja koja su trajala do duboko u noć, Patersonova je Ajn Rend učila o američkoj istoriji i vladi, dok je Rend njoj davala ideje za njenu jedinu filozofsku knjigu koja nije pisana kao fikcija, „Bog mašine“. Izabel Peterson je prepoznala etiku Ajn Rend kao jedinstven doprinos i tokom četrdesetih godina joj je pisala: „Čini se kao i da dalje ne znaš da su tvoje ideje nove... Tvoj koncept Ega je entitet, osoba, živo biće koje funkcioniše u konkretnoj stvarnosti“.
Svoj prvi veliki useh kao pisac Ajn Rend je ostvarila sa delom „Veličanstveni izvor“ (engl. The Fountainhead) iz 1943, romantičarskim i filozofskim romanom koji je pisala sedam godina. Priča prati beskompromisnog mladog arhitektu Hauarda Roarka (engl. Howard Roark) koji ne želi da svoju inovativnost uklapa ni u kakve konformističke šablone i njegovu borbu sa društvenim parazitima – sa onim ljudima koji pokušavaju da žive kroz druge, stavljajući tuđ život ispred svog. Ona je smatrala da je kroz lik Roarka prvi put uspela da oživi svoju viziju idealnog čoveka, heroja koji živi egoistične moralne ideale, naročito integritet i nezavisnost. Rend je profesiju arhitekte postavila za pozadinu romana jer je smatrala da je to polje koje spaja umetnost, tehnologiju i biznis, a za Roarkovu arhitekturu inspiraciju je pronašla u radu čuvenog arhitekte Frenk Lojd Vrajta (engl. Frank Lloyd Wright). Njene rukopise je odbilo da objavi dvanaest izdavača, sve do izdavačke kuće Bobs-Meril i to na insistiranje njihovog urednika Arčibalda Ogdena, koji je zapretio da će napustiti kompaniju ukoliko se ne odobri njeno izdavanje. Dok je završavala roman, doktori su joj prepisali Benzedrin, vrstu amfetamina, koji se tada koristio za borbu protiv iscrpljenosti i umora. To joj je pomoglo da radi prekovremeno i da ne prekorači rokove za završetak romana, ali kada je završila sa pisanjem bila je toliko iscrpljena da joj je doktor naredio dvonedeljni odmor. Dugoročno konzumiranje ovog amfetamina najverovatije je doprinelo njenim, kako su njeni kasniji saradnici opisivali, naglim promenama raspoloženja.
„Veličanstveni izvor“ je postigao svetski uspeh i doneo je njegovoj autorki široku prepoznatljivost, slavu i finansijsku sigurnost. Rend je 1943. prodala autorska prava za filmsku verziju studiju Varner Bros i vratila se u Holivud kako bi napisala scenario. Po završetku pisanja ovog scenarija dobila je ponudu za posao od strane legendarnog producenta Hala Volisa (engl. Hal Wallis) koji ju je zaposlio kao scenaristu. Njen rad za Volisa izrodio je i scenarija za filmove „Ljubavna pisma“ (engl. Love letters) i „Došli ste zajedno“ (engl.You came along) koji su nominovani za Oskara. Ovaj posao dao joj je vremena da radi na drugim projektima, uključujući i plan da obradi svoju filozofiju izvan fikcijskih romana kroz knjigu „Moralne osove individualizma“. Iako ovu planiranu knjigu nikada nije završila, sažeta verzija je objavljena 1944. kao esej „Jedini put ka sutrašnjici“ (engl. The Only Path to Tomorrow) u magazinu Reader's Digest.
Dok je radila u Holivudu, Rend je nastavila sa svojim aktivizmom usmerenom ka slobodnom tržištu i protiv komunizma. Priključila se Filmskom savezu za zaštitu američkih ideala, holivudskoj antikomunističkoj grupi u čije je ime pisala članke. Tokom Druge crvene panike u Americi, izraz koji se odnosi na period koji je okvirno trajao od kraja četrdesetih do kraja pedesetih godina dvadesetog veka, i bio poznat po strahu od komunističkog uticaja na američke institucije i špijunaže od strane svojetskih agenata, svedočila je kao „prijateljski svedok“ ispred Komiteta za istraživanje antiameričke delatnosti. Njeno svedočenje se odnosilo na razliku između njenog nimalo prijatnog ličnog iskustva sa Sovjetskim Savezom i obojenog prikaza Sovjetskog Saveza u holivudskom filmu „Pesma Rusije“ iz 1944. Rend je tvrdila da taj film grubo pogrešno predstavlja uslove u Sovjetskom Savezu i da prikazuje tamošnji život mnogo lepšim i boljim nego što zaista jeste. Takođe je htela da kritikuje i slavni film iz 1946. „Najbolje godine naših života“ zbog negativne predstave poslovnog sveta, ali joj to nije dozvoljeno. Kada su je posle njenog saslušanja pitali šta misli o efektivnosti ove istrage, opisala je proces kao „beskorisan“.
Posle nekoliko odlaganja, flmska verzija "Veličanstvenog izvora" izašla je 1949. Iako je korišćen scenario Ajn Rend uz minimalne izmene, njoj se film nimalo nije svideo i imala je prigovore na režiju, glumu i ostale elemente.

### Pobunjeni Atlasi objektivizam
U godinama nakon objavljivanja „Veličanstvenog izvora“ Rend je dobijala mnogo pisama čitalaca, a neka su bila i od ljudi na koje je ova knjiga izvršila dubok uticaj. Rend se 1951. godine preselila iz Los Anđelesa u Njujork, gde je okupila grupu takvih obožavatelja. Ova grupa (iz šale nazvana „Kolektiv“) uključivala je budućeg predsednika Federalnih rezervi Alana Grinspana, mladog studenta psihologije Nejtana Blumentala (koji je kasnije promenio ime u Natanjel BRenden), njegovu ženu Barbaru i Barbarinog rođaka Leonarda Pajkofa. U početku je grupa bila neformalni skup prijatelja koji se vikendima sastaju sa Rend u njenom stanu, kako bi diskutovali o filozofiji. Kasnije im je dozvoljavala da čitaju njene nacrte za novi roman „Pobunjeni Atlas“. Bliska veza između Ajn Rend i mlađeg Natajnela BRendena se, uz pristanak njihovih supružnika,1954. pretvorila u romantičnu aferu.
„Pobunjeni Atlas“ je izašao 1957. kao remekdelo Ajn Rend. Ona je temu ovog romana opisala kao „ulogu uma u čovekovom postojanju i kao posledicu toga novu moralnu filozofiju: moralnost racionalnog ličnog interesa“. Roman promoviše ključne principe filozofije Objektivizma i izražava njen koncept ljudskih dostignuća. Radnja se odigrava u distopijskoj Americi u kojoj najkreativniji industrijalci, naučnici i umetnici na poteze države blagostanja odgovaraju štrajkom i povlačenjem u planine gde grade društvo nezavisne i slobodne ekonomije. Heroj romana i lider štrajka Džon Galt, opisuje štrajk, koji povlači umove pojedinaca koji najviše doprinose nacionalnom bogatstvu i dostignućima, kao „stopiranje motora sveta“. Sa ovakvim izmišljenim štrajkom, Rend je želela da ilustruje kako bi bez zalaganja racionalnih i produktivnih ljudi, ekonomija kolabirala, a društvo bi se raspalo. Roman sadrži elemente romanse, misterije i naučne fantastike, ali i obimno izlaganje filozofije Objektivizma u formi monologa koji izgovara Džon Galt.
Uprkos mnogim negativnim kritikama,“Pobunjeni Atlas“ je postao međunarodni bestseler. U intervjuu Majku Valasu, Rend proglašava sebe „najkreativnijim živim misliocem“. Kada je završila roman, Rend je upala u tešku depresiju. „Pobunjeni Atlas“ je njeno poslednje završeno delo u domenu fikcije; prekretnica u njenom životu, označilo je kraj Rendine karijere kao pisca i početak njene uloge popularnog filozofa.
Kako bi promovisao filozofiju Ajn Rend, Natanjel BRenden je 1958. osnovao Nathaniel BRenden Lectures, koji je kasnije postao Nathaniel BRenden Institute (NBI). Članovi „Kolektiva“ su držali predavanja ispred instituta i pisali članke za objektivističke žurnale koje je Rend uređivala. Kasnije su se neki od ovih članaka našli i u formi knjiga. Kritika, uključujući i neke bivše NBI studente i samog BRendena, opisivali su kulturu NBI kao intelektulni konformizam i prekomerno poštovanje prema Rend. Rend je iznosila svoja mišljenja na različite teme, od književnosti i muzike do seksulanosti i stilova brada i brkova, tako da su neki njeni sledbenici oponašali njene izbore, nosili odeću kakvu su nosili njeni junaci romana ili kupovali namšetaj kao njen. Ipak, neki od bivših NBI studenata veruju da je priča o ovakvim ponašanjima preuveličana i da su takve pojave bile ograničene među njenim najbližim sledbenicima u Njujorku. Sama Rend nije bila zadovoljna mnogim NBI studentima i govorila im je da moraju da se drže standarda, ponekad reagujući hladno ili ljutito na one koji se ne bi složili sa njenim stavovima..

### Kasnije godine
Rend je 60-ih i 70-ih razvijala i promovisala svoju filozofiju Objektivizma pišući publicistiku i držeći predavanja studentima na institucijama kao što su Jejl, Prinston, Kolumbija, Harvard, MIT. Od strane Luis i Klark Koledža 1963. godine je dobila počasni doktorat. Takođe, krenula je sa godišnjim predavanjima na čuvenom Ford Hal Forumu, posle kojih je odgovarala na pitanja publike. Tokom ovih predavanja i sesija pitanja i odgovora, ona je često zauzimala kontroverzne stavove o političkim i društvenim aktuelnostima. Ovo uključuje podržavanje prava na abortus, protivljenje ratu u Vijetnamu, podršku Izraelu u Jom Kipur ratu protiv koalicije Arapskih nacija koji je opisala kao “borbu civilizovanih ljudi protiv divljaka”, ili stav da su evropski kolonisti imali pravo da izgrade zemlju oduzetu od indijanaca. Takođe je javno podržavala nekoliko kandidata Republikanaca koji su bili u trci za predsednika SAD, a najsnažnije kandidata Beri Goldvotera 1964. godine, čiju je kandidaturu promovisala u nekoliko članaka u “Objektivističkim biltenima”.
Natanijel Brenden je 1964. Godine otpočeo aferu sa mladom glumicom Patricijom Skot, sa kojom se kasnije i oženio. Natanijel i Barbara Brenden su ovu aferu krili od Rend. Kada je saznala za nju 1968. godine, iako je njena romansa sa Brendenom već bila okončana, prekinula je sve veze sa parom Brenden, što je dovelo do prestanka rada NBI. Rend je u članku u magazinu "Objektivist" odbacila Natanijela Brendena zbog njegove nečasnosti i “iracionalnog ponašanja u njegovom privatnom životu”. Brenden se kasnije u intervjuu izvinio “svakom studentu Objektivizma” za “održavanje mita o Ajn Rend” i zbog “doprinosa užasnoj atmosferi intelektualne represije koja preovlađuje u Objektivističkom pokretu”. U narednim godinama Rend se rastala sa još nekoliko svojih najbližih saradnika.
Posle nekoliko decenija tokom kojih je bila strastveni pušač, 1974. je morala da se podvrgne operaciji raka pluća. Prestala je da piše svoje biltene 1976. i uprkos protivljenju na kraju pristala da joj dodele broj socijalnog osiguranja i da tako uđe u sistem državne zdravstvene zaštite. Tokom kasnih 70-ih su se njene aktivnosti u Objketivističkom pokretu smanjivale, a naročito posle smrti njenog muža 9. novembra 1979. Jedan od njenih poslednjih projekata je nezavršena televizijska adaptacija “Pobunjenog Atlasa”.
Ajn Rend je umrla 6. marta 1982, kada joj je otkazalo srce u njenom domu u Njujorku. Sahranjena je pored svog supruga na groblju Kenziko u Valhali u državi Njujork. Na sahrani je prisustvovao veliki broj njenih poštovalaca, a pored njenog sanduka je bila postavljena dvometraška cvetna dekoracija u obliku simbola dolara. Po njenom testamentu, izabrala je Leondarda Pajkofa za svog naslednika.

## Filozofija
Filozofiju je iznosila kroz svoja književna dela, pri čemu je naglašavala prava pojedinca, a smatrala da društvo kao zaseban entitet ne postoji. Fokus njenog rada je na pojedincu. Bila je protivnik svakog oblika kolektivizma u koje spadaju i fašizam, staljinizam, komunizam te socijalizam i socijalna država. Promovisala je racionalni etički egoizam suprotan od etike altruizma. Kako sama kaže: „Nisam zagovornica kapitalizma, već egoizma; ipak, ne zagovaram ni egoizam, već zdrav razum. Ako neko prepozna moć zdravog razuma i prihvati ga i slijedi, sve ostalo dolazi samo po sebi“.
Svoju filozofiju opisivala je kao "filozofiju života na Zemlji", i nazvala je "objektivizam" pošto je naziv egzistencijalizam već bio iskorišćen. Smatrala je da je najveća vrednost čoveka da ostvari svoju ličnu sreću, i nazvala je sebičnost vrlinom. Zastupala je slobodnu volju i lese fer ekonomski sistem. Njena filozofija ostavila je veliki uticaj na libertarijanizam i američke konzervativce.
Brojne organizacije promovišu filozofiju objektivizma. Neke od poznatijih su Ajn Rend Institut (eng. Ayn Rand Institute) i Društvo "Atlas" (eng. Atlas Society). Glavna objektivistička organizacija u Evropi je Ajn Rend centar Evropa (eng. Ayn Rand Center Europe) sa sedištem u Beogradu.